# Виллер-сюр-ле-Мон
Вилле́р-сюр-ле-Мон (фр. Villers-sur-le-Mont) — коммуна во Франции, находится в регионе Шампань — Арденны. Департамент — Арденны. Входит в состав кантона Флиз. Округ коммуны — Шарлевиль-Мезьер.
Код INSEE коммуны — 08482.
Коммуна расположена приблизительно в 195 км к северо-востоку от Парижа, в 85 км севернее Шалон-ан-Шампани, в 13 км к югу от Шарлевиль-Мезьера.

## Население
Население коммуны на 2008 год составляло 99 человек.
| 1962 | 1968 | 1975 | 1982 | 1990 | 1999 | 2008 |
| ---- | ---- | ---- | ---- | ---- | ---- | ---- |
| 26   | 33   | 31   | 47   | 62   | 77   | 99   |

## Администрация
| Период | Период | Фамилия        | Партия | Должность |
| ------ | ------ | -------------- | ------ | --------- |
| 2001   | 2008   | Кристиан Тома  |        |           |
| 2008   | 2010   | Паскаль Буржуа |        |           |
| 2010   |        | Роже Паке      |        |           |

## Экономика
В 2007 году среди 65 человек в трудоспособном возрасте (15—64 лет) 46 были экономически активными, 19 — неактивными (показатель активности — 70,8 %, в 1999 году было 63,5 %). Из 46 активных работали 44 человека (22 мужчины и 22 женщины), безработных было 2 (1 мужчина и 1 женщина). Среди 19 неактивных 9 человек были учениками или студентами, 7 — пенсионерами, 3 были неактивными по другим причинам.

## Фотогалерея
- Въезд в Виллер-сюр-ле-Мон
- Церковь
- Мэрия
- Карта коммуны